# ویمو
وِیمو (به انگلیسی: Waymo) که پیشتر با نام خودروی بدون رانندهٔ گوگل (به انگلیسی: Google Driverless Car) شناخته می‌شد، یکی از پروژه‌های شرکت آلفابت است که به هدف ارتقاء فناوری خودروهای بی‌نیاز از راننده شکل گرفته است. نام سیستم‌عامل به‌کار رفته در این خودروها شوفر گوگل (Google Chauffeur) است. پروژه هم‌اکنون توسط یکی از مهندسان گوگل به نام سباستین ترون رهبری می‌شود که پیشتر استاد هوش مصنوعی در دانشگاه استنفورد و یکی از مبدعین گوگل استریت ویو بود.

## تاریخچه
پیشتر سباستین ترون و همکارانش در دانشگاه استنفورد یک خودروی روباتیک به نام «استنلی» را ساخته بودند که برندهٔ جایزهٔ گرند چلنج در سال ۲۰۰۵ شده و نیز از وزارت دفاع ایالات متحده دو میلیون دلار دریافت کرده بود.

### آغاز پروژه
در دسامبر ۲۰۱۱ گوگل اعلام کرد که پس از سالها تلاش، توانا به راه‌اندازی اتومبیل‌های خودکار شده. طبق گفتهٔ گوگل، خودروهای آزمایشی این شرکت تا آن‌زمان ۱۶۰٫۰۰۰ مایل (حدود ۲۵۷٫۰۰) کیلومتر را با کنترل محدود راننده طی کرده بودند؛ و نیز ۱٫۰۰۰ مایل (حدود ۱٫۶۰۰ کیلومتر) بدون دخالت انسان.

## سفرهای آزمایشی
تا سال ۲۰۱۸ ویمو طی یک دورهٔ ۹ ساله سیستم‌هایش را در ۶ ایالت و ۲۵ شهر در سراسر ایالات متحده آزموده بود. در سال ۲۰۰۹ با شروع برنامه آزمایشی خودرو خودران گوگل ، شهر سانفرانسیسکو به عنوان اولین مکان پیاده سازی این برنامه آزمایشی انتخاب شد. 

## عملکرد خودروی خودران گوگل
گوگل نتایج تحقیقات خودروی  خودران را که از سفر ۱/۶ میلیون مایلی از ژانویه ۲۰۱۹ جمع آوری کرده است، منتشر کرده است. داده های ویموی منتشر شده گوگل شامل جزئیات ۴۷ برخورد خودروهای خودران ویمو در این مدت است که می توان آن را روشنگری مهم تلقی کرد.